# Kessleria
Kessleria é um gênero de mariposa pertencente à família Acrolepiidae.